# Текирдагский университет имени Намыка Кемаля
Текирдагский университет имени Намыка Кемаля (тур. Tekirdağ Namık Kemal Üniversitesi) — государственный университет в турецкой провинции Текирдаг. Образован законом от 01.03.2006 № 5467, на основании которого в состав вновь создаваемого университета были переданы сельскохозяйственный и инженерный факультеты и медицинское училище Фракийского университета, а также районные профессиональные училища провинции в Малкаре, Мармара-Эреглиси, Муратлы, Сарае, Текирдаге, Хайраболу, Чорлу, Черкезкёе и Шаркёе. Этим же законом в новом университете создавались факультеты наук и искусств и медицинский, а также институты общественных наук, естественных наук и здравоохранения. Университет начал обучение в 2006—2007 учебном году.
В настоящее время в университете обучается более 30 тыс. студентов, в том числе около 400 иностранных из 33 стран. Профессорско-преподавательский состав насчитывает более 1 000 чел. Обучение ведётся в 14 кампусах по всей провинции общей площадью более 4 млн м². В состав университета входит 9 факультетов, консерватория, 3 колледжа, 3 института, ведущих обучение по программам магистратуры, 13 профессиональных училищ и 10 исследовательских центров.

## Учебные подразделения[6]

### Факультеты
- Богословский факультет
- Ветеринарный факультет
- Инженерный факультет в Чорлу[тур.]
- Медицинский факультет
- Сельскохозяйственный факультет
- Спортивный факультет
- Стоматологический факультет
- Факультет изящных искусств и архитектуры
- Факультет наук и искусств
- Факультет наук о здоровье
- Факультет экономики и управления
- Юридический факультет

### Институты
- Институт естественных наук
- Институт наук о здоровье
- Институт общественных наук

### Консерватория
- Государственная консерватория турецкой музыки

### Колледжи и профессиональные училища
- Колледж иностранных языков

- Колледж общественных наук
- Медицинский колледж
- Профессионально-техническое училище
- ПУ в Денизджилике
- ПУ в Малкаре
- ПУ в Мармара-Эреглиси
- ПУ в Муратлы
- ПУ в Сарае
- ПУ в Хайраболу
- ПУ в Черкезкёе
- ПУ в Чорлу
- ПУ в Шаркёе